# Esteros
Pour les articles homonymes, voir Esteros del Iberá.
Pour plus de détails, voir Fiche technique et Distribution.
Esteros est un film argentin réalisé par Papu Curotto, d'après son court métrage Matías y Jerónimo, et sorti en 2016.

## Synopsis
Deux amis d'enfance, qui passaient leurs étés chez l'un d'eux dans la villa familiale à Paso de Los Libres, près du parc des Esteros del Iberá, se revoient dix ans après, adultes. 
Matías, devenu biologiste au Brésil, a une compagne, et semble avoir un avenir tout tracé. Jerónimo, resté dans la ville, travaille en indépendant dans les effets spéciaux pour le cinéma. Il est gay, célibataire , est resté proche de la nature, se cherche encore… 
Leur rencontre va être décisive sur leur destinée.

## Fiche technique
- Titre original : Esteros
- Réalisation : Papu Curotto
- Scénario : Andi Nachón
- Photographie : Eric Elizondo
- Montage : Luz Lóopez Mañe
- Musique : Niní Flores	et Rudi Flores
- Producteur :
- Société de production : Hain Cine, Mulata Films, Latina Estudio
- Sociétés de distribution : Outplay
- Lieux de tournage : Esteros del Iberá et Paso de los Libres
- Langues : espagnol, portugais
- Format : Couleur - 1.85 : 1 - son Dolby Digital
- Genre : romance
- Durée : 83 minutes
- Dates de sortie : 2016

## Distribution
- Ignacio Rogers : Matías
  - Joaquín Parada : Matías niño
- Esteban Masturini : Jerónimo
  - Blas Finardi Niz : Jerónimo niño
- María Merlino : Marilú
- Renata Calmon : Rochi, la compagne de Matías
- Marcelo Subiotto : Esteban
- Pablo Cura : Roberto
- Mariana Martinez : Inés
- Felipe Titto : Tuto (as Felipe Tito)
- Mercedes González : Mariela
- Noelja Waldovino : Rita (as Noelia Waldovino)
- Emiliano Rajzner : Gustavo, un cousin de Jerónimo

## Distinctions

### Récompenses
- Festival du film de Gramado 2016[3] : 
  - prix du public pour le meilleur long métrage
  - prix du jury pour le meilleur long métrage

### Nominations
- Prix de l'Association de critiques de cinéma argentins 2018 : prix du meilleur acteur pour Esteban Masturini

## Réception critique
Pour le Los Angeles Times, « Le réalisateur Papu Curotto donne la vie au tendre scénario d'Andi Nachón avec une économie vibration, chaleur, ainsi qu'avec une nostalgie si palpable qu'elle est pratiquement un personnage du film ».
Pour The Hollywood Reporter, « bien que recyclant des tropes, le film fonctionne à merveille grâce à la réalisation sûre de Curottp et au scénario sobre et loin du mélodrame d'Andi Nachón. […] Et la photographie d'Eric Elizondo capte à la perfection les beautés des paysages argentins, assurant la réussite visuelle du film ».